# Daniel Sinapius (starszy)
Daniel Sinapius (starszy; słow. Daniel Sinapius-Horčička; ur. 3 sierpnia 1640 r. w Sučanach – zm. 27 stycznia 1688 r. w Lewoczy) – słowacki duchowny protestancki, barokowy poeta, pisarz, tłumacz i pedagog.

## Życiorys
Pochodził z rodziny duchownego protestanckiego. Uczył się w gimnazjum w Lewoczy, a następnie studiował na uniwersytecie w Wittenberdze – tym samym, na którym ćwierć wieku wcześniej wykładał Marcin Luter. Po powrocie na Węgry pracował jako rektor szkoły w Jelšavie, a następnie jako kaznodzieja w Kameňanach i Liptovskej Teplej. W tej drugiej miejscowości w 1667 r. urodził się jego syn, związany później ze Śląskiem pisarz i pedagog Jan Sinapius (zm. 1725). Następnie kazał w Radvani koło Bańskiej Bystrzycy. W okresie nasilenia się fali represji przeciwko ewangelikom został w 1673 r. skazany na wygnanie. Wraz z rodziną przeniósł się do Brzegu na Śląsku, stąd do Wrocławia i wreszcie do Nowego Bojanowa w Królestwie Polskim. W tym czasie powstał m.in. jego popularny zbiór 534 biblijnych, antycznych oraz współczesnych mu (czeskich, polskich i słowackich) przysłów i powiedzeń Neo-forum Latino-Slavonicum (1678). Miejscowości, która przyjęła go po wygnaniu z austriackiego Śląska poświęcił utwór Coelum Bojanoviense (1682).
Po powrocie z wygnania w roku 1683 na krótko zatrzymał się znów w Radvani. Ostatnie cztery lata życia spędził w Lewoczy, gdzie pracował jako kaznodzieja i inspektor gimnazjalny. Tu przygotował m.in. kolejną edycję dzieła Jerzego Trzanowskiego Cithara sanctorum oraz przekład na język słowacki słynnego dzieła J.A. Komeńskiego Orbis pictus (1685).